# Avenida del Mar (La Serena)
La avenida del Mar es un paseo frente al mar, ubicado en el sector turístico más importante de La Serena, Chile. Comienza en el sector del Faro Monumental de La Serena, icono de la ciudad y se extiende por poco más de 10 kilómetros pasa por el vecino sector de Peñuelas en Coquimbo, donde se cambia a Avenida Costanera.

## Historia
La Avenida del Mar apareció a principios de la década de 1980. Anteriormente era un lugar compuesto por dunas, vegas bajas (pantanos) y desembocaduras de los canales de drenaje del sector denominado Las Parcelas, entre la Ruta Panamericana y el mar. Había un tramo muy corto en el sector conocido como Las Cabinas de Peñuelas. El 1 de febrero de 1980 el alcalde Eugenio Munizaga inauguró oficialmente la primera etapa de la Avenida del Mar. En la ocasión, la construcción demoró un año y medio, y para ello la Municipalidad de La Serena recibió aportes de importantes empresas ubicadas en la ciudad, tales como Firestone, Canal 8 UCV Televisión, Continental Automotriz, Autos Serena, Compañía Chilena de Tabacos, y la Compañía de Cervecerías Unidas.
La larga playa entre La Serena y Coquimbo era el camino natural para ir y venir entre ambas ciudades, antes de la aparición de la Carretera Panamericana en la década de 1950.
Fue un proyecto urbanístico, orientado a la construcción de edificios de departamentos de mediana altura (no mayor a 10 pisos), lo que dio paso al denominado "boom" de La Serena, que entró a competir con otras ciudades costeras como destino masivo de verano, y en sus comienzos, de élite.
La fisonomía urbana de la avenida partió, y se conserva en parte, con un perfil más bien estrecho. Las personas más críticas en sus orígenes del proyecto impulsado por el gobierno local de la época, la calificaban como "una mala copia de Miami".[cita requerida]
Hacia fines de la década de 1980 el "boom" decayó y se dejó de construir, casi toda la década de 1990, la avenida permaneció invariable en su extensión, salvo en la construcción de avenidas perpendiculares, como por ejemplo, la Avenida Cuatro Esquinas y la Avenida Francisco de Aguirre entre la Estación de Ferrocarriles y el Faro Monumental.
Desde el 2000 en adelante se nota un tímido repunte del interés inmobiliario, probablemente causado por la aparición de la carretera doble vía La Serena-Santiago. Actualmente la avenida presenta un porcentaje superior al 90% respecto a la construcción de edificios en su extensión. También se puede observar un crecimiento hacia la Avenida Pacífico, vía paralela a la Avenida del Mar.[cita requerida]
La Avenida cuenta con un tecnificado sistema de recolección y emisión de aguas servidas, lo que garantiza la limpieza de las aguas del mar para uso recreativo, incluyendo pesca aficionada desde las playas.

### Tsunami de 1922
El 10 de noviembre de 1922 ocurrió un tsunami en la bahía de Coquimbo a raíz del terremoto ocurrido en Vallenar en la misma fecha. Hay amplia documentación en el Museo Arqueológico de La Serena, gráfica y escrita, con fotos de embarcaciones varadas en la avenida Baquedano de La Serena; y los relatos hablan de que el mar subió hasta las cercanías del actual edificio de Inacap, y hasta la Calle Aldunate en el sur-poniente de La Serena.

## Playas
A lo largo de la Avenida del Mar existen 16 playas, cada una con un nombre característico, y ubicadas de norte a sur son:
- Playa El Faro: ubicada en la intersección de la avenida del Mar y la avenida Francisco de Aguirre.
- Playa Los Fuertes: ubicada al sur del Faro Monumental de La Serena.
- Playa Mansa
- Playa Blanca
- Playa La Barca
- Playa Cuatro Esquinas: ubicada en la intersección de la avenida del Mar y la avenida Cuatro Esquinas.
- Playa La Marina
- Playa El Pescador
- Playa El Corsario
- Playa Hipocampo
- Playa Las Gaviotas
- Playa Canto del Agua: ubicada en el límite comunal entre La Serena y Coquimbo.

Las playas, la mayoría no aptas para el baño, cuentan con equipamiento para sus veraneantes, además de un completo sistema de socorristas.

## Alojamiento
Existen a lo largo del paseo numerosos hoteles y apartamentos, con una amplia oferta para los turistas que llegan principalmente durante el verano y en fines de semana largos.

## Diversión
También se encuentran por toda la Avenida pubs, bares y discotecas, haciendo de este lugar el centro de la vida bohemia serenense, destacándose como los mejores del género de la región. Se agrega el Casino Enjoy Coquimbo y sus servicios anexos de hostelería como un nuevo foco de atracción, aporte significativo de esta primera década del siglo XXI a la imagen turística de La Avenida del Mar. Hoy una amplia gama de servicios para el turismo están trabajando en la conformación de un Boulevard gastronómico y cultural para todos quienes deseen diversión y gratos momentos frente al mar.